# Islam Slimani
Islam Slimani (født 18. juni 1988) er en algerisk professionel fodboldspiller, som spiller for Campeonato Brasileiro Série B-klubben Coritiba og Algeriets landshold.